# Steelheads de l'Idaho
Les Steelheads de l'Idaho sont une franchise professionnelle de hockey sur glace en Amérique du Nord basée à Boise dans l'Idaho. Elle a évolué dans la West Coast Hockey League de 1997 à 2003 et joue actuellement dans l'ECHL.

## Historique
La franchise est créée en 1996. Elle est engagée en WCHL de 1997 jusqu'à 2003 où elle rejoint l'ECHL. Elle est affiliée aux Stars de Dallas de la Ligue nationale de hockey et aux Stars du Texas de la Ligue américaine de hockey.

## Bilan

### Saisons en WCHL
| Saison    | PJ | V  | D  | DTB | BP  | BC  | Pts | Classement               | Séries éliminatoires                                                   |
| --------- | -- | -- | -- | --- | --- | --- | --- | ------------------------ | ---------------------------------------------------------------------- |
| 1997-1998 | 64 | 27 | 30 | 7   | 253 | 275 | 61  | 3e place, division Nord  | 1-3 Aces d'Anchorage                                                   |
| 1998-1999 | 71 | 31 | 34 | 6   | 265 | 298 | 68  | 4e place, division Nord  | 0-2 Sabercats de Tacoma                                                |
| 1999-2000 | 72 | 31 | 36 | 5   | 287 | 300 | 67  | 4e place, division Nord  | 0-3 Sabercats de Tacoma                                                |
| 2000-2001 | 72 | 47 | 21 | 4   | 293 | 244 | 98  | 1re place, division Nord | 3-0 Aces d'Anchorage 3-0 Gold Kings du Colorado 3-4 Gulls de San Diego |
| 2001-2002 | 72 | 47 | 17 | 8   | 288 | 213 | 102 | 1re place, division Nord | 3-1 Aces d'Anchorage 3-2 Sabercats de Tacoma 2-4 Falcons de Fresno     |
| 2002-2003 | 72 | 52 | 16 | 4   | 267 | 186 | 108 | 1re place de la WCHL     | 2-4 Falcons de Fresno                                                  |

### Saisons en ECHL
| Saison    | PJ | V  | D  | DP | DTB | BP  | BC  | Pts | Classement                    | Séries éliminatoires |
| --------- | -- | -- | -- | -- | --- | --- | --- | --- | ----------------------------- | --- |
| 2003-2004 | 72 | 40 | 23 | -  | 9   | 219 | 208 | 89  | 3e place, division pacifique  | 3-2 Wranglers de Las Vegas 3-1 Aces de l'Alaska 3-1 Gladiators de Gwinnett 4-1 Everblades de la Floride Vainqueurs de la Coupe Kelly |
| 2004-2005 | 72 | 42 | 23 | 2  | 5   | 223 | 183 | 91  | 3e place, division Ouest      | 1-3 Ice Dogs de Long Beach |
| 2005-2006 | 72 | 43 | 21 | 4  | 4   | 268 | 221 | 94  | 3e place, division Ouest      | 3-4 Wranglers de Las Vegas |
| 2006-2007 | 72 | 42 | 24 | 2  | 4   | 240 | 208 | 90  | 2e place, division Ouest      | 4-2 Thunder de Stockton 4-2 Wranglers de Las Vegas 4-1 Aces de l'Alaska 4-1 Bombers de Dayton Vainqueurs de la Coupe Kelly           |
| 2007-2008 | 72 | 40 | 22 | 5  | 5   | 224 | 183 | 90  | 2e place, division Ouest      | 0-4 Aces de l'Alaska |
| 2008-2009 | 72 | 44 | 24 | 2  | 2   | 224 | 186 | 92  | 2e place, division Ouest      | 0-4 Salmon Kings de Victoria |
| 2009-2010 | 72 | 48 | 17 | 2  | 5   | 260 | 191 | 103 | 1re place, division Ouest     | Exemptés 4-0 Grizzlies de l'Utah 4-2 Thunder de Stockton 1-4 Cyclones de Cincinnati                                                  |
| 2010-2011 | 72 | 32 | 27 | 4  | 9   | 225 | 217 | 77  | 2e place, division montagne   | 3-1 Wranglers de Las Vegas 0-4 Aces de l'Alaska                                                                                      |
| 2011-2012 | 72 | 31 | 32 | 2  | 7   | 194 | 236 | 71  | 4e place, division montagne   | 3-2 Reign d'Ontario 1-4 Wranglers de Las Vegas                                                                                       |
| 2012-2013 | 72 | 45 | 20 | 1  | 6   | 262 | 198 | 97  | 2e place, division montagne   | 4-2 Eagles du Colorado 4-2 Reign d'Ontario 1-4 Thunder de Stockton                                                                   |
| 2013-2014 | 72 | 39 | 26 | 3  | 4   | 223 | 212 | 85  | 2e place, division montagne   | 4-2 Eagles du Colorado 1-4 Aces de l'Alaska                                                                                          |
| 2014-2015 | 72 | 48 | 18 | 2  | 4   | 258 | 187 | 102 | 1re place, division Pacifique | 2-4 Grizzlies de l'Utah |

## Logos

Logo utilisé de 1997 à 2006
Logo utilisé de 2006 à 2011
Logo utilisé depuis 2011